# Émeline Gros
Pour les articles homonymes, voir Gros.

a Compétitions nationales et continentales officielles uniquement.

b Matchs officiels uniquement.
Dernière mise à jour le 11 novembre 2021.
Émeline Gros, née le 19 août 1995, est une joueuse internationale française de rugby à XV évoluant au poste de troisième ligne centre au FC Grenoble.

## Biographie
Émeline Gros est née le 19 août 1995. Elle commence le rugby en UNSS au lycée à Saint-Jean-de-Maurienne puis intègre le centre de perfectionnement territorial du rugby féminin du lycée Monge de Chambéry.
Formée au CA Mauriennais, elle rejoint le Rugby Sassenage Isère en 2013, qui devient en 2015 le Football Club de Grenoble rugby, surnommé le FC Grenoble Amazones.
Elle intègre l'équipe de France des moins de 20 ans à XV en 2013, puis le pôle France durant la saison 2016-2017.
Parallèlement à sa carrière sportive, elle exerce le métier d'infirmière,.
Elle est sélectionnée pour la première fois en équipe de France le 11 novembre 2017, lors d’un match largement remporté contre l'équipe d'Espagne (97-0), et participe également à la victoire la semaine suivante contre l'Italie.
En 2018, elle est sacrée championne de France Élite 2 Armelle-Auclair avec le FC Grenoble.
Durant l'été 2019, elle rejoint l'équipe de France au Women's Rugby Super Series pour pallier des blessures. La compétition réunit les cinq meilleures nations mondiales. Elle entre en jeu contre la Nouvelle-Zélande et inscrit son premier essai sous le maillot tricolore le 14 juillet 2019 contre les États-Unis,.
En janvier 2020, elle participe au stage de préparation du Tournoi des Six Nations. Elle quitte le club de Grenoble à l'issue de la saison pour rejoindre le Montpellier rugby club.
En 2022, elle est sélectionnée par Thomas Darracq pour disputer la Coupe du monde en Nouvelle-Zélande. Cette même année elle revient au FC Grenoble.
À l'automne 2023, elle fait partie du groupe qui dispute le WXV en Nouvelle-Zélande.

## Palmarès
- 2018 : Championne de France Élite 2 Armelle-Auclair